# Djansia
Djansia est une commune rurale située dans le département de Léo de la province de Sissili dans la région du Centre-Ouest au Burkina Faso.

## Géographie
Djansia est située à 15 km à l'est de Léo et à 5 km à l'ouest de Yelbouga dans le département voisin de Biéha.